# Чемпионат мира по академической гребле 1977
7-й чемпионат мира по академической гребле прошёл с 19 по 28 августа 1977 года на гребном канале Босбан в Амстердаме (Нидерланды).

## Медалисты

### Мужчины

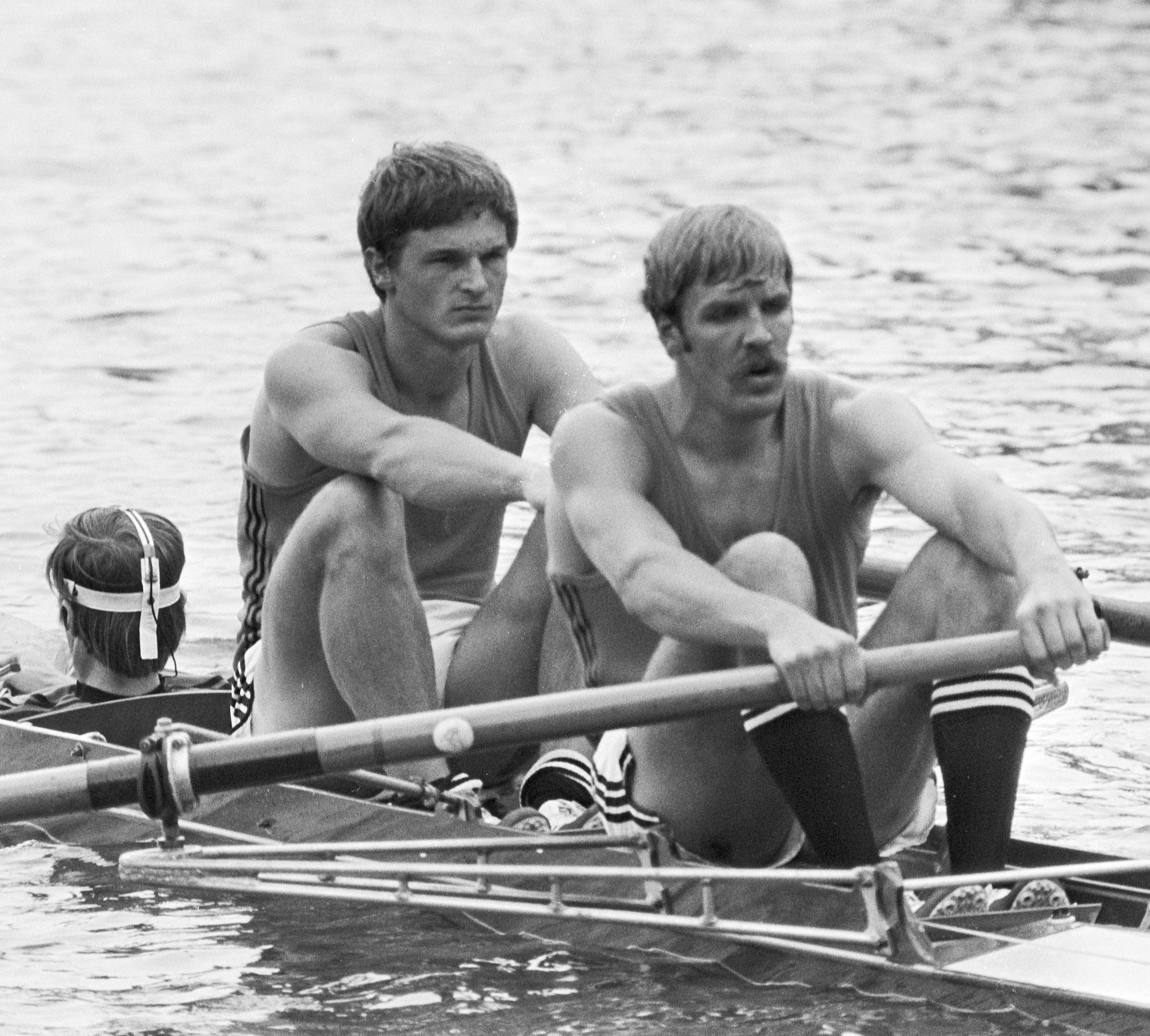
Голландцы Эверт Крус и Петер ван де Плас вместе с рулевым Поулом де Хааном заняли четвёртое место в двойках с рулевыми

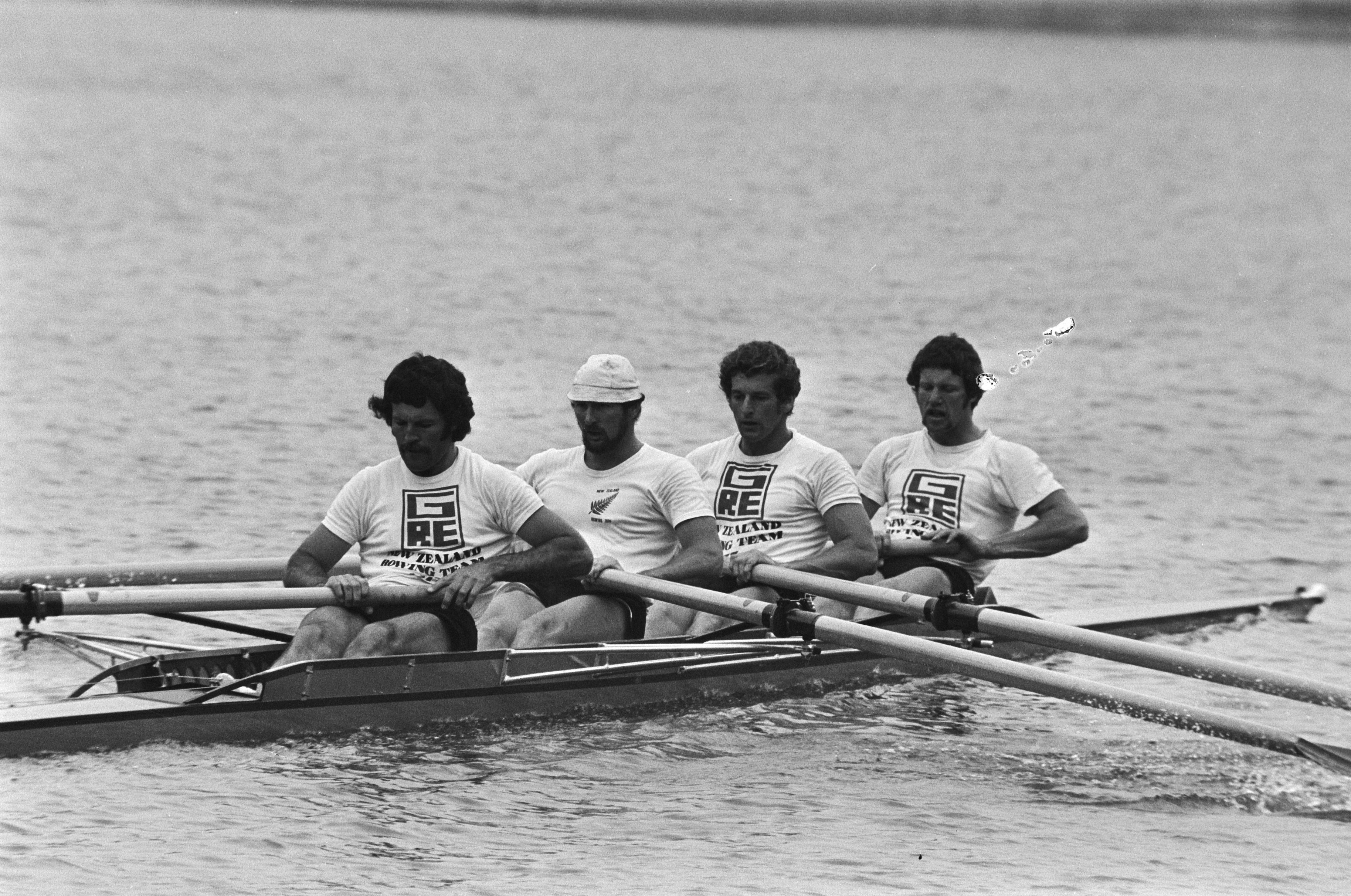
Новозеландская четвёрка без рулевого с Дэйвом Роджером, Десмондом Локом, Айваном Сазерлендом и Дэвидом Линдстромом завоевала серебро

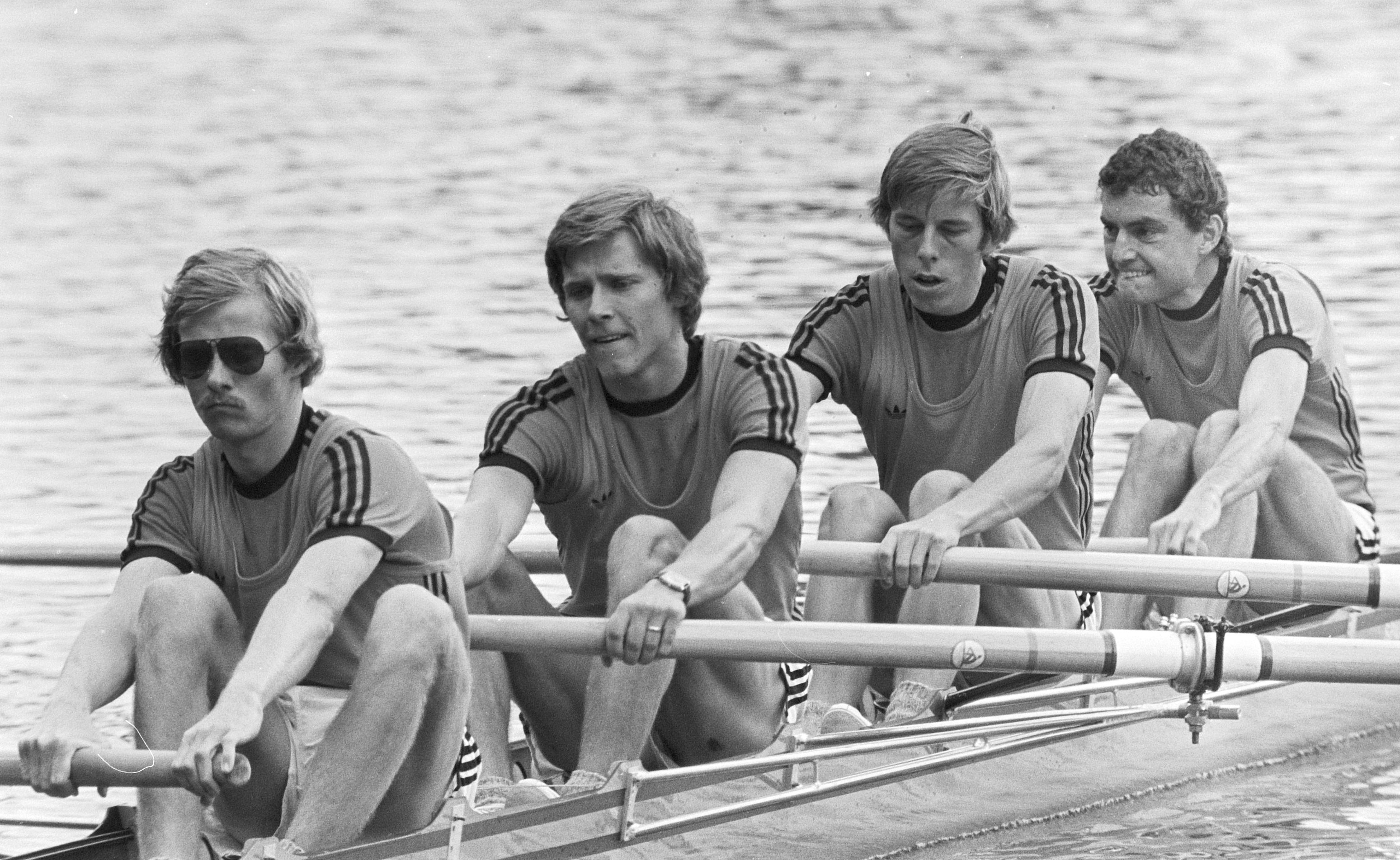
Голландская лёгкая четвёрка без рулевого с Ге Схаусом, Хансом Питерманом, Хансом Повелем и Хансом Ликламой завоевала бронзу

| Дисциплина                | Золото | Золото  | Серебро | Серебро | Бронза | Бронза  |
| ------------------------- | --- | ------- | --- | ------- | --- | ------- |
| Одиночки M1x              | Йоахим Драйфке ГДР | 7:12,22 | Пертти Карппинен Финляндия | 7:15,53 | Николай Довгань СССР | 7:20,23 |
| Двойки парные M2x         | Великобритания · Кристофер Бейлю · Майкл Харт | 6:42,83 | ГДР · Рюдигер Райхе · Ханс-Ульрих Шмид | 6:44,70 | СССР · Евгений Чёрный · Геннадий Коршиков | 6:45,93 |
| Двойки без рулевых M2-    | СССР · Александр Кулагин · Виталий Елисеев | 7:06,19 | Великобритания · Джеймс Кларк · Джон Робертс | 7:09,63 | ГДР · Бернд Краус · Ортвин Родевальд | 7:13,36 |
| Двойки с рулевыми M2+     | Болгария · Димитр Янакиев · Тодор Мранков · Стефан Стойков (рул) | 7:21,72 | ГДР · Фридрих Ульрих · Харальд Ерлинг · Георг Шпор (рул) | 7:24,60 | Чехословакия · Карел Мейта · Карел Неффе · Иржи Птак (рул) | 7:28,72 |
| Четвёрки парные M4x       | ГДР · Франк Дундр · Мартин Винтер · Карл-Хайнц Бусерт · Вольфганг Гюльденпфенниг                                                                                             | 5:57,44 | Чехословакия · Карел Черны · Филип Кудела · Зденек Пецка · Вацлав Вохоска | 6:01,37 | Болгария · Христо Желев · Любомир Петров · Богдан Добрев · Ефтим Стоянов                                                                                            | 6:04,43 |
| Четвёрки без рулевых M4-  | ГДР · Вольфганг Магер · Штефан Земмлер · Андреас Деккер · Зигфрид Брицке | 6:16,73 | Новая Зеландия · Дэвид Роджер · Десмонд Лок · Айван Сазерленд · Дэвид Линдстром | 6:19,14 | Чехословакия · Павел Конвичка · Йозеф Нештицкий · Властимил Беранек · Любомир Заплетал                                                                              | 6:21,10 |
| Четвёрки с рулевыми M4+   | ГДР · Дитер Вендиш · Вальтер Диснер · Готтфрид Дён · Ульрих Диснер · Андреас Грегор (рул)                                                                                    | 6:39,16 | ФРГ Габриэль Конерц Вольфрам Тим Франк Шютце Клаус Майер Хельмут Зассенбах (рул)                                                                                                   | 6:41,76 | Болгария · Цветан Петков · Румен Христов · Наско Марков · Иван Ботев · Ненко Добрев (рул)                                                                           | 6:49,63 |
| Восьмёрки M8+             | ГДР · Герд Средцки · Бернд Линднер · Франк Готшальт · Ульрих Конс · Ханс-Йоахим Люк · Бернд Фриберг · Ульрих Карнац · Вольфганг Гункель · Франк Янке (рул)                   | 5:45,36 | СССР · Рауль Арнеманн · Михаил Кузнецов · Валерий Долинин · Александр Беляев · Анатолий Иванов · Василий Потапов · Александр Клепиков · Владимир Ешинов · Александр Лукьянов (рул) | 5:50,71 | ФРГ Фриц Шустер Дитхельм Максрат Томас Шолль Клаус Ролофф Герхард Райнерт Винфрид Рингвальд Фолькер Зауэр Вольф-Дитрих Ошлис Хартмут Венцель (рул)                  | 5:52,83 |
| Лёгкий вес                | |         | |         | |         |
| Одиночки LM1x             | Рето Висс Швейцария | 7:18,58 | Мортен Эсперсен Дания | 7:18,59 | Лоуренс Клекацки США | 7:19,28 |
| Четвёрки без рулевых LM4- | Франция · Андре Пикар · Мишель Пикар · Андре Купа · Франсис Пелегри | 6:30,00 | Австралия · Колин Смит · Питер Энтони · Саймон Джиллетт · Джеффри Рис | 6:31,44 | Нидерланды · Ханс Ликлама · Ханс Повел · Ханс Питерман · Ге Схаус                                                                                                   | 6:34,11 |
| Восьмёрки LM8+            | Великобритания · Найджел Рид · Пол Стюарт-Беннетт · Кристофер Джордж · Стивен Симпол · Колин Кьюсак · Дункан Иннес · Дэниел Топольски · Кристофер Друри · Патрик Суини (рул) | 5:57,37 | Испания · Антонио Элисальде · Хавьер Пуэртас · Дионисио Редондо · Хосе Мас · Хосе Марти · Рафаэль Гомес · Фернандо Климент · Хосе Рохи · Кармело Лафуэнте (рул)                    | 5:57,44 | Австралия · Филлип Гардинер · Малкольм Робертсон · Филлип Эйнсуорт · Родни Стюарт · Иэн Портер · Алан де Белин · Ричард Гаррард · Джон Хокинс · Дэвид Ингленд (рул) | 6:00,51 |

### Женщины

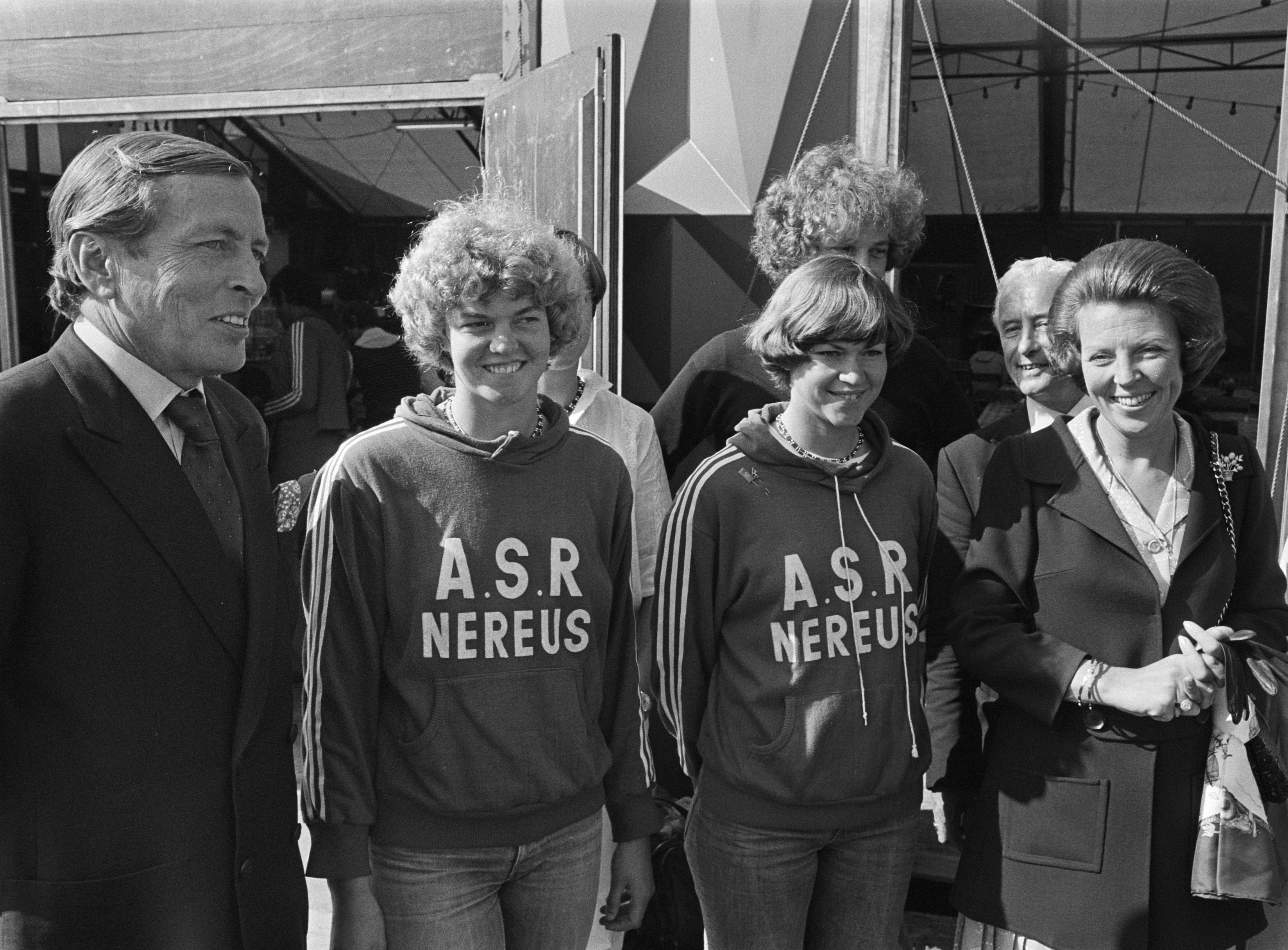
Серебряные призёры в классе двоек распашных Йоке Дирдорп (вторая слева) и Карин Абма с принцем Клаусом и принцессой Беатрикс

В соревнованиях четвёрок распашных одним из фаворитов была болгарская команда, но после двух фальстартов в финале она подверглась дисквалифицикации.
| Дисциплина             | Золото | Золото  | Серебро | Серебро | Бронза | Бронза  |
| ---------------------- | --- | ------- | --- | ------- | --- | ------- |
| Одиночки W1x           | Кристине Шайблих ГДР | 3:34,31 | Искра Велинова Болгария | 3:36,31 | Мариан Амбруш Венгрия | 3:37,27 |
| Двойки парные W2x      | ГДР · Анке Борхман · Росвита Цобельт | 3:16,83 | Болгария · Светла Оцетова · Здравка Йорданова | 3:20,04 | США · Элизабет Хиллс · Лиза Хансен | 3:22,48 |
| Двойки распашные W2-   | ГДР · Сабине Дене · Ангелика Ноак | 3:27,89 | Нидерланды · Карин Абма · Йоке Дирдорп | 3:30,54 | Канада · Элизабет Крейг · Сьюзан Антофт | 3:32,20 |
| Четвёрки парные W4x+   | ГДР · Сибилле Титце · Виола Ковальшек · Петра Бёслер · Сабине Густ · Элке Рост (рул)                                                               | 3:10,11 | Румыния · Мария Моснягу · Фелича Афрэсилоаие · Анета Марин · Вероника Жугэнару · Элена Джуркэ (рул)                                                                   | 3:12,55 | Болгария · Росица Спасова · Анка Бакова · Румеляна Бончева · Пенка Гочева · Станка Вакрилова (рул)                                               | 3:16,21 |
| Четвёрки распашные W4+ | ГДР · Марион Рос · Илона Рихтер · Катя Роте · Бербель Бендикс · Марина Вильке (рул)                                                                | 3:20,59 | СССР · Раиса Царькова · Валентина Алексеева · Софья Шуркалова · Нина Абрамова · Нина Фролова (рул)                                                                    | 3:23,14 | Румыния · Флорика Замфир · Джорджета Машка · Флорика Петку · Элена Аврам · Элена Джуркэ (рул)                                                    | 3:25,29 |
| Восьмёрки W8+          | ГДР · Корнелия Клир · Уте Штайндорф · Габриеле Кюн · Керстен Найссер · Марита Зандиг · Андреа Курт · Бианка Шведе · Карин Метце · Забине Хес (рул) | 3:00,23 | СССР · Ольга Пивоварова · Нина Антонюк · Татьяна Буняк · Надежда Дергаченко · Наталья Городилова · Нина Уманец · Мария Пазюн · Ольга Кришевич · Раиса Кириллова (рул) | 3:02,37 | Канада · Джой Фера · Кристин Нюланд · Жаклин Келли · Нэнси Хиггинс · Долорес Янг · Патриша Смит · Мазина Делур · Кэрол Истмор · Илона Смит (рул) | 3:05,72 |

## Командный зачёт
| Место | Страна         | Золото | Серебро | Бронза | Всего |
| ----- | -------------- | ------ | ------- | ------ | ----- |
| 1     | ГДР            | 11     | 2       | 1      | 14    |
| 2     | Великобритания | 2      | 1       | 0      | 3     |
| 3     | СССР           | 1      | 3       | 2      | 6     |
| 4     | Болгария       | 1      | 2       | 3      | 6     |
| 5     | Франция        | 1      | 0       | 0      | 1     |
| 5     | Швейцария      | 1      | 0       | 0      | 1     |
| 7     | Чехословакия   | 0      | 1       | 2      | 3     |
| 8     | Австралия      | 0      | 1       | 1      | 2     |
| 8     | Нидерланды     | 0      | 1       | 1      | 2     |
| 8     | Румыния        | 0      | 1       | 1      | 2     |
| 8     | ФРГ            | 0      | 1       | 1      | 2     |
| 12    | Дания          | 0      | 1       | 0      | 1     |
| 12    | Испания        | 0      | 1       | 0      | 1     |
| 12    | Новая Зеландия | 0      | 1       | 0      | 1     |
| 12    | Финляндия      | 0      | 1       | 0      | 1     |
| 16    | Канада         | 0      | 0       | 2      | 2     |
| 16    | США            | 0      | 0       | 2      | 2     |
| 18    | Венгрия        | 0      | 0       | 1      | 1     |
| Всего | Всего          | 17     | 17      | 17     | 51    |

 Страна — хозяйка соревнований